# Estadio Edmond Machtens
El Estadio Edmond Machtens anteriormente llamado Estadio Oscar Bossaert, es un estadio de fútbol ubicado en el municipio de Molenbeek-Saint-Jean en la ciudad de Bruselas, Bélgica, fue inaugurado en 1939 y posee una capacidad para albergar a 12 200 personas, su equipo local es el Racing White Daring Molenbeek de la Primera División de Bélgica.
El estadio originalmente llamado Oscar Bossaert en honor a un histórico jugador del Daring Club de Bruxelles, político y empresario, cambió su nombre en 1978 por el de Edmond Machtens, exalcalde de Molenbeek-Saint-Jean desde 1939 hasta su muerte en 1978. Ha sido la sede de todos los clubes de la ciudad a través de los años, empezando por el Daring Club de Bruxelles, y siguiendo con el White Star Bruxelles, el RWD Molenbeek (campeón de Bélgica en 1975), el FC Molenbeek Brussels Strombeek y, desde 2015, el Racing White Daring Molenbeek.
El estadio consta de tres gradas: las dos principales, ubicadas a los costados con asientos y de dos niveles; y una tercera, ubicada detrás de una portería con sólo puestos de pie. En 2005, por iniciativa del alcalde Philippe Moureaux, la tribuna 2 pasó a llamarse el “stand Raymond Goethals”, en memoria del exjugador y entrenador de la Selección de fútbol de Bélgica.